# みやざきエキスプレス
みやざきエキスプレス（英：MIYAZAKI EXPRESS）は、宮崎カーフェリーが運航していたフェリー。

## 概要
マリンエキスプレス時代に高千穂丸の代船として三菱重工業下関造船所で建造され、1996年12月2日に大阪～宮崎航路に就航した。本船の就航により、高千穂丸は神戸～日向航路に転配され、従来就航していたえびのは海外売船された。
2004年8月、マリンエキスプレスから宮崎カーフェリーへ譲渡。2014年10月1日、関西側の発着地を大阪南港かもめフェリーターミナルから神戸港（新港第3突堤・神戸三宮フェリーターミナル）へ移転、神戸～宮崎航路での運航となる。
新造船「フェリーたかちほ」就航に伴い、2022年4月14日神戸発便をもって引退。
引退後はインドネシアに売却され、「 DHARMA FERRY V」として運航。

## 設計
車両積載量の向上や旅客サービスの集約による省人化、ドライバーの居住設備のグレードアップに配慮された。幅広船型とトラック2層・乗用車3層の車両甲板により車両積載量を大幅に向上し、主機に航海速力25ノットの高速性能を持つ信頼性の高いV形中速機関の採用と高出力に対する振動騒音対策の実施、ドライバー室の少定員化を実施した。

## 船内
船内は「フレッシュフルーツ」をコンセプトに明るいイメージや柔らかく暖かな雰囲気や爽やかな開放感を意識したものとした。
Aデッキ
- 2等寝台室（8名または12名・33室）
- 1等A室（4名・5室）
- 1等B室（4名・12室）
- 1等S室（1名・10室）
- 特等室（2名・2室）
- 展望浴室
- 給湯室

Bデッキ
- 案内所・売店
- 2等室（172名）
- ドライバー室
- レストラン
- ドライバー用レストラン

C・Dデッキ
- トラックスペース

E・F・Gデッキ
- 乗用車スペース

## 事故・インシデント

### 作業船との衝突
2003年8月27日、14時55分ごろ、大阪南港かもめ埠頭に接岸中であった本船に無人暴走した作業船都喜丸が衝突、本船は球状船首に擦過傷を負った。かもめ埠頭東側の埠頭で接舷作業の補助を行っていた都喜丸が、乗組員が係留作業を行うため、機関を前進状態の自動操舵のまま無人状態としたところ、航海計器の故障が発生し暴走、本船の西側に接岸中であったさんふらわあ さつま (2代)および本船に衝突したものであった。